# Ecpyrrhorrhoe fuscicostalis
Ecpyrrhorrhoe fuscicostalis is een vlinder uit de familie van de grasmotten (Crambidae), uit de onderfamilie van de Pyraustinae. De wetenschappelijke naam van deze soort is voor het eerst voorgesteld als Paliga fuscicostalis door Charles Swinhoe in een publicatie uit 1894.
De soort komt voor in India (Meghalaya).